# Deep Run (Carolina del Norte)
Deep Run es un pueblo ubicado en el condado de Lenoir en el estado estadounidense de Carolina del Norte. 

## Geografía
Deep Run se encuentra ubicado en las coordenadas 